# Земунски срез
Земунски срез (мађ. Zimonyi járás; хрв. Zemunski kotar) је био административна јединица у Срему од 1881. до 1955. године. Настао је у време Аустроугарске, након укидања Војне крајине и налазио се у саставу Сремске жупаније, која је била део Краљевине Хрватске и Славоније, односно Краљевине Угарске. После Првог светског рата, ушао је у састав тада формиране Краљевине Срба, Хрвата и Словенаца.
Године 1922. приликом територијалне реорганизације Краљевине СХС, када су укинуте жупаније, укључен је у новоформирану Сремску област, а 1929. приликом поделе Краљевине Југославије на бановине у састав Дунавске бановине. Центар среза налазио се у Земуну, али он није припадао срезу, јер је од 1871. имао статус слободног краљевског града. Као засебна општина, Земун је 1929. ушао у састав Управе града Београда, а 1934. је припојен Београду.
Након окупације Југославије, постао је део усташке Независне Државе Хрватске (НДХ), где се од јуна 1941. налазио у саставу Велике жупе Вука. У периоду од априла до октобра 1941. део југо-источног Срема (источно од линије Бољевци на Сави – Сланкамен на Дунаву), који је обухватао делове земунског и старопазовачког среза, налазио се под директном немачком окупацијом, са доминантном улогом домаћег немачког становништва, али је потом и званично укључен у НДХ.
Након ослобођења Југославије, 1945. Земунски срез је постао део тада формиране Аутономне Покрајине Војводине, која се налазила у саставу Народне Републике Србије. Октобра 1945. Земун (са Бежанијом) је издвојен из АП Војводине и припојен граду Београду. Десет година касније, јула 1955. из АП Војводине су издвојена насеља – Батајница, Бечмен, Бољевци, Добановци, Јаково, Петровчић, Прогар, Сурчин и Угриновци – и припојена територији НР Србије без покрајина. Исте године, услед постепеног укидања срезова у Војводини, Земунски срез је укинут, а преостала насеља – Ашања, Деч, Карловчић, Крњешевци, Купиново, Обреж и Шимановци укључена су у састав Сремскомитровачког среза, тада јединог среза у Срему.
На територији некадашњег Земунског среза данас се налазе општине – Земун, Нови Београд и Сурчин (од 1965. до 2004. у саставу Земуна), које припадају граду Београду и Општина Пећинци, која припада АП Војводини.

## Насељена места
Седиште Земунског среза налазило се у Земуну, али он као слободни краљевски град, административно није припадао срезу. Територија среза је временом мењана, па је мењан и број места које је обухватао.

### Аустроугарска
Према Попису становништва из 1890. Земунски срез се налазио у Сремској жупанији и обухватао је 10 насеља. На Попису из 1890. имао је 28.287 становника, односно 41.110 са Земуном, који је као слободни град, само територијално припадао срезу.
1. Батајница
2. Бежанија
3. Бољевци
4. Деч
5. Добановци
6. Карловчић
7. Купиново
8. Прхово
9. Сурчин
10. Угриновци
11. Шимановци

Према Попису становништва из 1910. Земунски срез се налазио у Сремској жупанији и обухватао је 21 насеља:
1. Ашања
2. Батајница
3. Бежанија
4. Бечмен
5. Бољевци
6. Деч
7. Добановци
8. Јаково
9. Карловчић
10. Крњешевци
11. Купиново
12. Обреж
13. Петровчић
14. Пећинци
15. Попинци
16. Прогар
17. Прхово
18. Сурчин
19. Сремски Михаљевци
20. Угриновци
21. Шимановци

### Краљевина Југославија
Према Попису становништва из 1931. Земунски срез се налазио у Дунавској бановини и обухватао је 17 насеља и имао 35.458 становника:
1. Ашања
2. Батајница
3. Бежанија
4. Бечмен
5. Бољевци
6. Деч
7. Добановци
8. Јаково
9. Карловчић
10. Крњешевци
11. Купиново
12. Обреж
13. Петровчић
14. Прогар
15. Сурчин
16. Угриновци
17. Шимановци

### ФНР Југославија
Према Попису становништва из 1953. Земунски срез се налазио у АП Војводини и обухватао је 16 насеља и имао 33.610 становника:
1. Ашања
2. Батајница
3. Бечмен
4. Бољевци
5. Деч
6. Добановци
7. Јаково
8. Карловчић
9. Купиново
10. Обреж
11. Петровчић
12. Прогар
13. Сурчин
14. Сремски Михаљевци
15. Угриновци
16. Шимановци